# Copa da Rússia de Futebol
A Rambler - Copa da Rússia (em russo: Рамблер — Кубок России) é uma competição de futebol realizada anualmente pela União de Futebol da Rússia para clubes de futebol profissionais.

## Participantes
Todas as equipes que disputam o Campeonato Russo de Futebol, 2ª divisão e 3ª divisão bem como alguns clubes amadores disputam a Copa da Rússia.

## Formato de competição
A competição adere ao formato de eliminação com um jogo simples. Os clubes amadores e da 3ª divisão iniciam nos estágios 1/512, 1/256, ou 1/128, dependendo do número de equipes que contém a divisão. Certas equipes da 1ª e 2ª divisão entram na fase de grupos. Os dois melhores disputam a final.

### Fase de grupos
33 clubes restantes das quatro ligas principais formam 11 grupos de 3 equipes cada, com sorteio em que os clubes anteriormente isentos serão cabeças-de-série, ficando alocados um em cada grupo. Apenas os vencedores dos grupos se apuram para a fase final.

## Finais
A Copa da Rússia é disputada desde 1992. As finais tiveram os seguintes resultados:

## Títulos por clube
São 33 títulos assim distribuídos:
- 9 - Lokomotiv Moscou (1995/96, 1996/97, 1999/00, 2000/01 e 2006/07, 2014/15, 2016/17 2018/19 e 2020/21)
- 9 - CSKA Moscou (2001/02, 2004/05, 2005/06, 2007/08, 2008/09 2010/11 e 2012/13, 2022/23, 2024/25)
- 5- Zenit (1998-99,2009-10,2015-16, 2019-20 e 2023-24)
- 4 - Spartak Moscou (1993/94, 1997/98, 2002/03 e 2021/22)
- 1 - Dínamo de Moscou (1995)
- 1 -Terek Grozny (2003/04)
- 1 -Torpedo Moscou (1992/93)
- 1 -Rubin Kazan (2011/12)
- 1 -Rostov (2013-14)
- 1 -FC Tosno (2017-18)